# Wiśniówka (Stegna)
Wiśniówka (deutsch Küchwerder) ist ein Weiler und Schulzenamt der Landgemeinde Stegna im Powiat Nowodworski der Woiwodschaft Pommern in Polen.

## Geographie
Der Ort liegt 25 Kilometer nordwestlich von Elbląg (Elbing) und 25 Kilometer südöstlich von Danzig. Die Kreisstadt Nowy Dwór Gdański (Tiegenhof) liegt fünf Kilometer südöstlich, Stegna (Steegen) zehn Kilometer nördlich. Nachbarorte sind Chorążówka (Junkertroyl) im Norden, Świerznica (Kalteherberge) im Osten, Szkarpawa (Scharpau) im Südosten, Niedźwiedzica (Bärwalde) im Südwesten, Broniewo (Klein Brunau) im Westen und Bronowo ((Groß) Brunau) im Nordwesten.
Die Landschaft gehört zum Żuławy Wielkie (Großes Marienburger Werder) im Żuławy Wiślane (Weichsel-Nogat-Delta). Der Ort liegt auf dem Südufer der Szkarpawa (Elbinger Weichsel). Im Osten mündet die Linawa (Große Linau) in den Fluss. Das Gebiet wird von zahlreichen Gräben durchzogen, an denen vor 1945 zahlreiche Entwässerungsmühlen arbeiteten.

## Geschichte

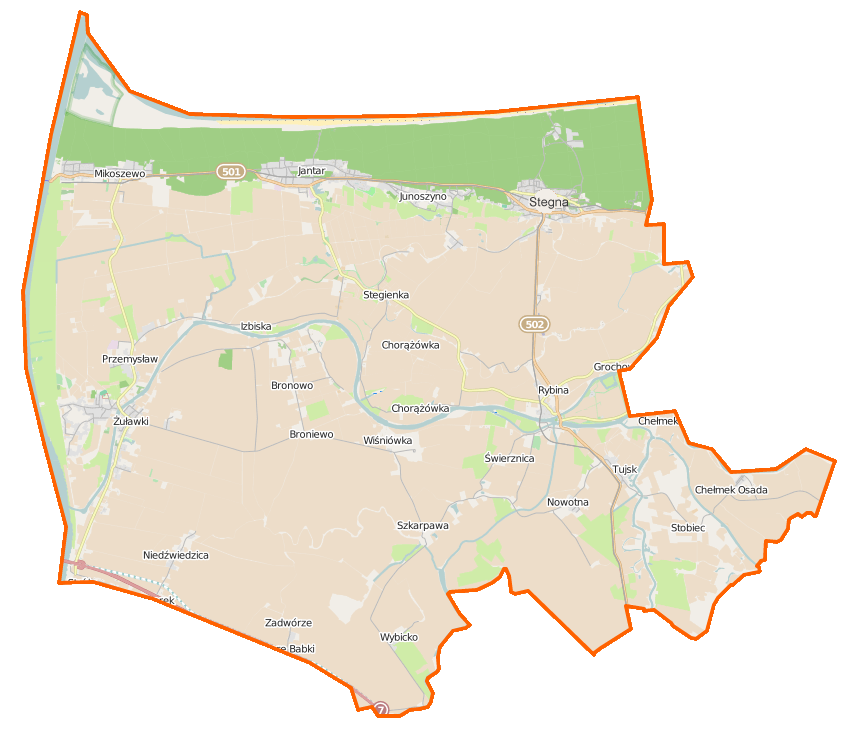
Karte der Landgemeinde

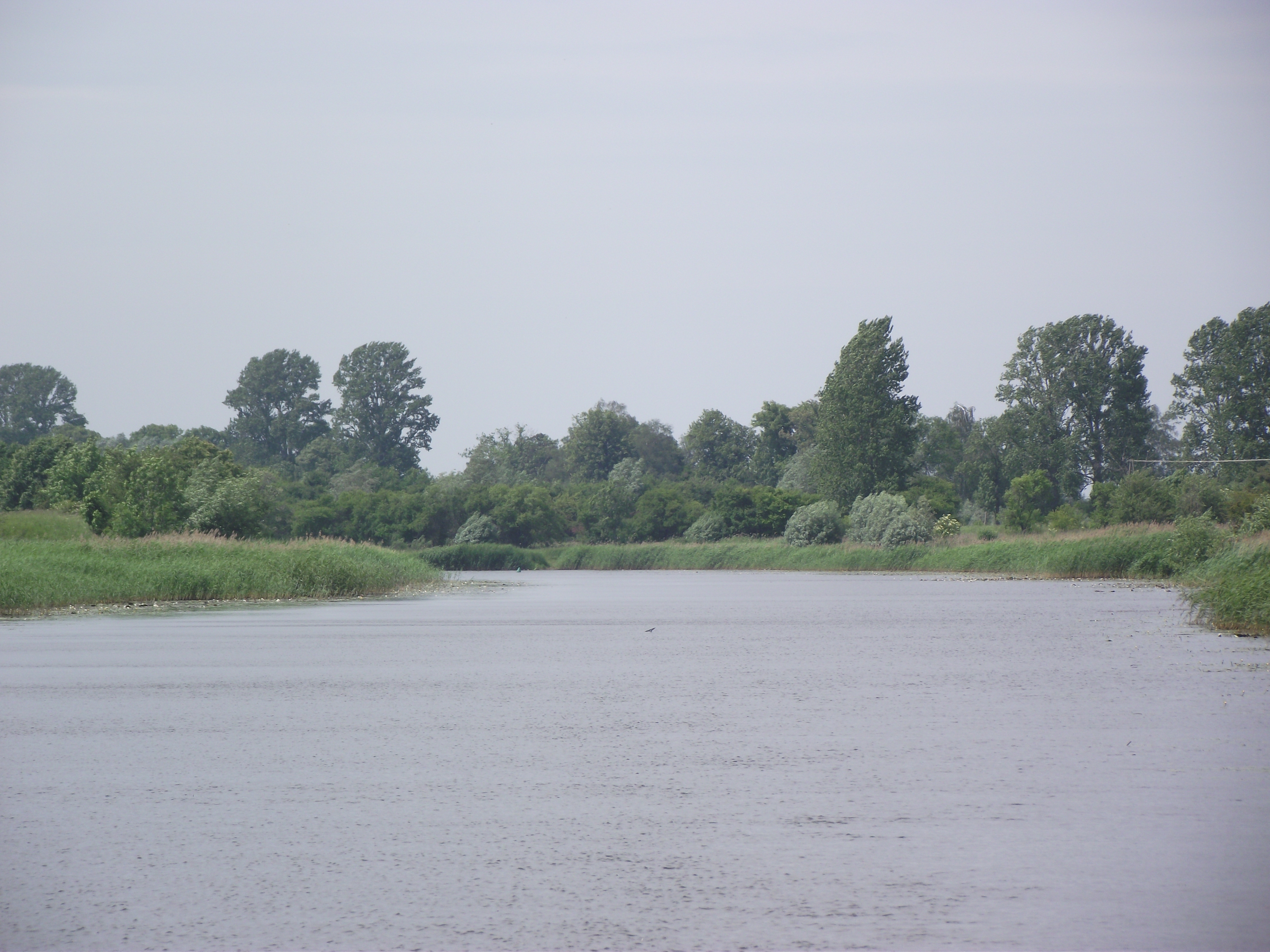
Die Szkarpawa (Elbinger Weichsel)

Das Gebiet des Orts gehörte zur Scharpau, dem Fischamt des Deutschen Ordens. Es kam 1454 mit Königlich Preußen vom Deutschordensstaat an die Woiwodschaft Marienburg des Königreichs Polen und wurde drei Jahre später von König Kasimir IV. an die Stadt Danzig verpfändet. Es ging später in den Besitz des Bischofs des Ermlands über, von dem es wiederum die Stadt Danzig 1530 erwarb. Lutheraner hatten ihre Pfarrkirche in Tiegenort, Katholiken waren nach Fürstenwerder eingepfarrt. und dann nach Bärwalde eingepfarrt. Die mennonitische Gemeinde versammelte sich in Bärwalde.
Mit der zweiten Polnischen Teilung wurden Küchwerder und die Scharpau 1793 von Preußen annektiert. Es war das einzige der ehemaligen Danziger Gebiete, das 1807 nicht zur Republik Danzig kam. Am 1. Januar 1874 wurde die Kreisordnung für die Provinz Preußen eingeführt, diese wurde vier Jahre später wieder in die Provinzen Ost- und Westpreußen geteilt. Am 25. April 1874 wurde der Amtsbezirk Ober-Scharpau aus zehn Landgemeinden und dem Gutsbezirk Küchwerder gebildet. Für sechs Jahre war der Hofbesitzer Erdmann Schmidt in Jankendorf der erste Amtsvorsteher des Bezirks. Vor 1881 erfolgte die Umbenennung in Obere Scharpau. Durch Zusammenlegungen wurde die Zahl der Landgemeinden in den 1890er Jahren auf acht verringert. Der Gutsbezirk Küchwerder erhielt 1908 ebenfalls den Status einer Landgemeinde. Die Einwohnerzahlen betrugen in den Jahren 1885 und 1910 jeweils 112, bei 95 Personen in 1905. Sitz des Amtsgerichts war Tiegenhof.
Im Jahr 1900 wurde die Nachbarorte Tiegenhof und Tiegenort an das Schmalspurbahnnetz der Westpreußischen Kleinbahnen AG – heute Żuławska Kolej Dojazdowa angeschlossen.
Der Amtsbezirk wurde gemäß den Bestimmungen des Friedensvertrags von Versailles am 10. Januar 1920 an die Freie Stadt Danzig abgetreten. Das Gebiet kam dort zum Landkreis Großes Werder (bis 1920 Landkreis Großer Werder). Nach dem deutschen Überfall auf Polen kam das Gebiet von 1939 bis 1945 zum Reichsgau Danzig-Westpreußen und in der Folge des Zweiten Weltkriegs an die Republik Polen. Die deutschen Ortsbewohner wurden vertrieben. Der Gutshof wurde in eine staatliche PGR umgewandelt.

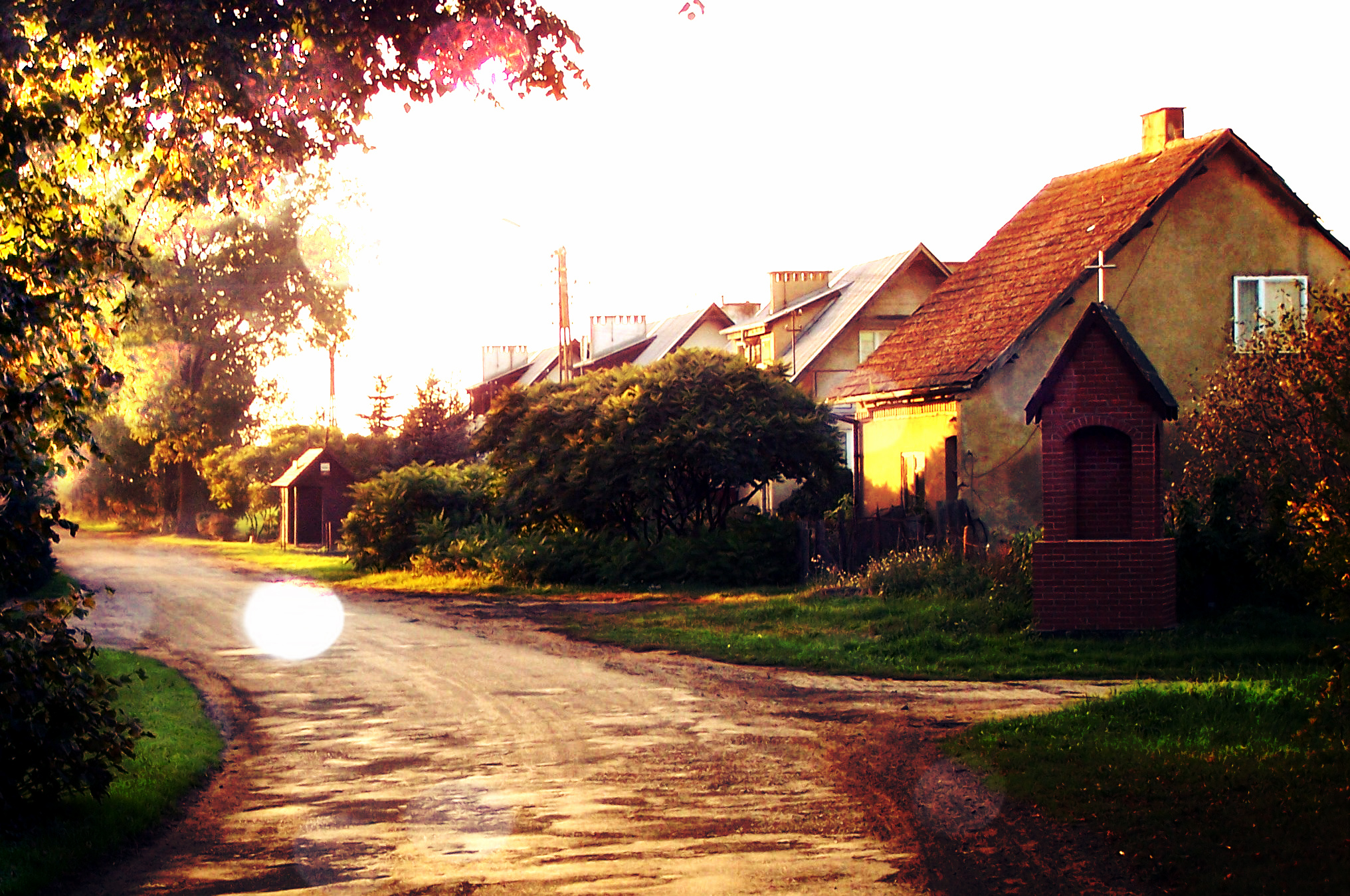
Ortsansicht (2011)

Der Ort gehört seit 1973 zur Landgemeinde Stegna. Die Landgemeinde war von 1954 bis 1972 in Gromadas aufgelöst. Von 1975 bis 1998 war der Powiat aufgelöst und Ort und Gemeinde kamen zur Woiwodschaft Elbing. Zum 1. Januar 1999 kam die Gemeinde zum Powiat Nowodworski der Woiwodschaft Pommern. Bei der Volkszählung 2011 hatten das Dorf Bronowo und die Weiler Wiśniówka, Broniewo (Klein Brunau) sowie Szkarpawa (Scharpau) insgesamt 604 Einwohner. Seit 2015 besteht das eigene Schulzenamt (sołectwo), zuvor gehörte der Ort zum Amt in Bronowo. Marek Miszewski wurde 2019 zum Sołtys des Schulzenamts (sołectwo) Wybicko gewählt.

## Verkehr
Die Schnellstraße S7 nach Danzig verläuft an der Südgrenze der Gemeinde. Die Kleinbahn Żuławska Kolej Dojazdowa dient nur noch dem Tourismus. Der nächste internationale Flughafen ist Danzig.